# بندرگاه (طارم)
بندرگاه یک روستا در ایران است که در دهستان درام واقع شده‌است. بندرگاه ۳۹ نفر جمعیت دارد. اهالی این روستا به زبان تاتی سخن می گویند که یکی از زبان‌های ایرانی شمال غربی است.